# Dafnis de Mileto
Dafnis de Mileto (en griego: Δαφνίς, romanizado: Daphnis) fue un arquitecto de Mileto que junto con Peonio de Éfeso construyó el templo de Apolo de Dídima, de estilo jónico. Vivió después de Quersifrón, ya que Peonio habría terminado el templo de Ártemisa de Éfeso que había empezado Quersifrón,